# Gustave Moynier
Gustave Moynier (21 tháng 9 năm 1826 - 21 Tháng 8 1910) là một Luật gia Thụy Sĩ hoạt động tích cực trong nhiều tổ chức từ thiện tại Genève cuối thế ký 19 đầu thế kỷ 20.
Ông là người đồng sáng lập "Ủy ban quốc tế cứu trợ người bị thương" ("International Committee for Relief to the Wounded"), tổ chức sau này trở thành Ủy ban Chữ thập đỏ quốc tế (ICRC) từ năm 1876. Năm 1864, ông tiếp nhận vị trí chủ tịch Ủy ban từ Guillaume Henri Dufour, và ông cũng là một đối thủ lớn với người đồng sáng lập Henry Dunant trong giải Nobel Hòa bình đầu tiên. Trong hồ sơ của mình suốt 46 năm làm chủ tịch, ông đã làm rất nhiều việc để hỗ trợ sự phát triển của Ủy ban trong những thập kỷ đầu tiên sau khi sáng lập.

## Tiểu sử

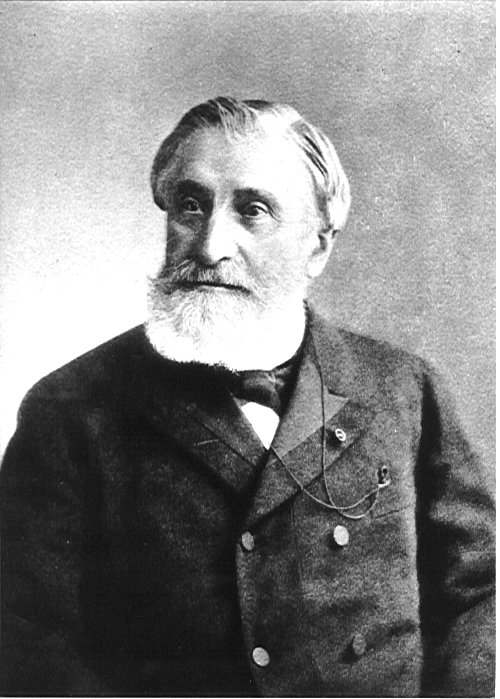
Gustave Moynier
(Source: www.redcross.int)